# ジョン・マナーズ (第5代ラトランド公爵)

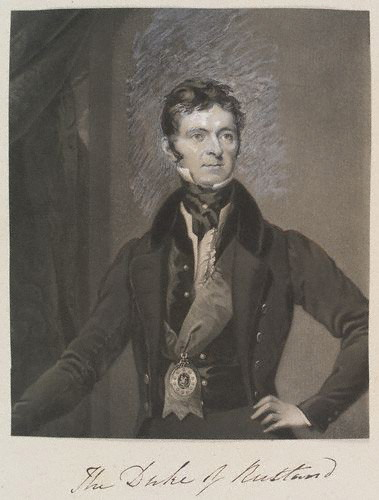
第5代ラトランド公爵、1803年/1804年頃。

第5代ラトランド公爵ジョン・ヘンリー・マナーズ（英語: John Henry Manners, 5th Duke of Rutland KG、1778年1月4日 – 1857年1月20日）は、イギリスの貴族。1779年から1787年までグランビー侯爵の儀礼称号を使用した。

## 生涯
第4代ラトランド公爵チャールズ・マナーズとメアリー・イザベラ・サマセット（Mary Isabella Somerset、1756年8月1日 – 1831年9月2日、第4代ボーフォート公爵チャールズ・サマセットの娘）の長男として、1778年1月4日にナイツブリッジで生まれ、2月9日にウェストミンスターの聖マーガレット教会で洗礼を受けた。1787年10月24日に父が死去すると、ラトランド公爵位を継承した。ハーロー校で教育を受けた後、ケンブリッジ大学トリニティ・カレッジに進学、1797年にM.A.の学位を修得した。
1799年から1857年までレスターシャー統監を務めたほか、1799年から1800年までケンブリッジ市裁判所判事（Recorder of Cambridge）を務め、スカーバラとグランサムの市裁判所判事を務めた時期もあった。
1803年11月25日、ガーター勲章を授与された。1815年から1857年まで大英博物館理事の1人を務めた。
1821年7月19日のジョージ4世戴冠式では王笏を持つ役割を果たした。
ベンジャミン・ディズレーリの政治小説『カニングズビー』の登場人物「ボーマノワール公爵」（Duke of Beaumanoir）は第5代ラトランド公爵がモデルであるとされる。
1857年1月20日にビーヴァー城で死去、29日に同地で埋葬された。息子チャールズ・セシル・ジョンが爵位を継承した。

## 家族
1799年4月22日、エリザベス・ハワード（1780年 – 1825年、第5代カーライル伯爵フレデリック・ハワードの娘）と結婚、5男4女をもうけた。
- エリザベス・フレデリカ（Elizabeth Frederica、1801年 – 1886年3月20日） - 1821年3月7日、アンドリュー・ロバート・ドラモンド（1794年1865年6月20日、アンドリュー・バークリー・ドラモンドの息子）と結婚、子供あり
- エメリン・シャーロット・エリザベス（英語版）（1806年 – 1855年10月30日） - 1831年2月17日、チャールズ・ステュアート＝ウォートリー＝マッケンジー（英語版）（1802年 – 1844年、初代ウォーンクリフ男爵ジェームズ・ステュアート＝ウォートリーの息子）と結婚、子供あり
  - ヴィクトリア・ウェルビィ(en:Victoria, Lady Welby、1837 – 1912）両親の死後、ヴィクトリア女王の女官を経て政治家のen:William Welby-Gregory準男爵と結婚。英国王立刺繍学校（初代校長ヘレナ (イギリス王女)）の設立者の一人[4]。
- ジョージ・ジョン・ヘンリー（1807年6月26日 – 8月3日） - グランビー侯爵の儀礼称号を使用
- キャサリン・イザベラ（1848年4月20日没） - 1830年12月1日、第2代ブリストル侯爵フレデリック・ハーヴィーと結婚、子供あり
- アデリザ・エリザベス・ガートルード（Adeliza Elizabeth Gertrude、1810年 – 1877年10月26日） - 1848年2月22日、フレデリック・ジョン・ノーマン（Frederick John Norman、1814年 – 1888年12月29日、リチャード・ノーマンの息子）と結婚、子供あり
- ジョージ・ジョン・フレデリック（1813年8月20日 – 1814年6月15日） - グランビー侯爵の儀礼称号を使用
- チャールズ・セシル・ジョン（1815年 – 1888年） - 第6代ラトランド公爵
- ジョン・ジェームズ・ロバート（1818年 – 1906年） - 第7代ラトランド公爵
- ジョージ・ジョン（英語版）（1820年 – 1874年） - 庶民院議員。1855年10月4日、アデリザ・マティルダ・フィッツアラン＝ハワード（Adeliza Matilda Fitzalan-Howard、1829年8月14日 – 1904年2月7日、第13代ノーフォーク公爵ヘンリー・フィッツアラン＝ハワードの娘）と結婚、子供あり